# Vitalija Tuomaitė
Vitalija Tuomaitė (Žeimelis, 22 novembre 1964 – Vilnius, 8 agosto 2007) è stata una cestista sovietica, dal 1989 lituana.

## Carriera
Con l'Unione Sovietica ha disputato i Giochi olimpici di Seul 1988 e due edizioni dei Campionati europei (1985, 1987).
Con la Lituania ha disputato i Campionati europei del 1995 e i Campionati mondiali del 1998.